# Anatolij Hołowko
Anatolij Iwanowycz Hołowko, ukr. Анатолій Іванович Головко (ur. 22 czerwca 1954 w Nowopawliwcwe w obwodzie charkowskim) – ukraiński polityk, minister polityki przemysłowej w latach 2006–2007.

## Życiorys
W 1976 ukończył studia w instytucie przemysłowym w Kramatorsku. Pracował w różnych przedsiębiorstwa przemysłowych, w tym na stanowiskach kierowniczych. W 2005 był pierwszym zastępcą i p.o. przewodniczącego Zaporoskiej Obwodowej Administracji Państwowej. W drugim rządzie Wiktora Janukowycza był ministrem polityki przemysłowej.
Związany z Komunistyczną Partią Ukrainy.